# Joy (film, 2010)
Pour les articles homonymes, voir Joy.
Pour plus de détails, voir Fiche technique et Distribution.
Joy est un film néerlandais réalisé par Mijke de Jong, sorti en 2010.

## Fiche technique
- Titre : Joy
- Réalisation : Mijke de Jong
- Scénario : Helena van der Meulen
- Musique : Rini Dobbelaar
- Photographie : Ton Peters
- Montage : Dorith Vinken
- Production : Frans van Gestel
- Société de production : IDTV Film
- Société de distribution : A-Film Distribution (Pays-Bas)
- Pays :  Pays-Bas
- Genre : Drame
- Durée : 75 minutes
- Dates de sortie : 
  -  Pays-Bas : 8 avril 2010

## Distribution
- Samira Maas : Joy
- Coosje Smid : Denise
- Dragan Bakema : Moumou
- Elisabeth Hesemans : Sanne
- Lisette Livingston : Imme
- Dalorim Wartes : John-John

## Distinctions
Le film a reçu 8 nominations aux Veaux d'or et a remporté 3 prix : Meilleur film, Meilleur second rôle féminin pour Coosje Smid et Meilleur scénario.